# شیطان تاسمانی
شیطان تاسمانی (نام علمی: Sarcophilus harrisii) پستانداری کیسه‌دار است که در جنگل‌های تاسمانی زندگی می‌کند. در گذشته این جانور در سراسر خاک استرالیا و تاسمانی یافت می‌شد، امّا با ورود انسان‌ها نسل آن در استرالیا منقرض شد و واپسین نمونه‌های این جانور در نزدیک ۵۰۰ سال پیش از میان رفتند و تاسمانی، که جزیره‌ای بسیار کوچکتر از استرالیا واقع در جنوب شرقی آن است، تنها منطقه‌ای شد که آن‌ها در آن به بقا ادامه دادند.
شیطان تاسمانی با بدنی به اندازهٔ یک سگ کوچک و وزنی کمتر از ۱۰ کیلوگرم بزرگ‌ترین کیسه‌دار گوشت‌خوار در جهان به‌شمار می‌رود که تا ۹۰ سانتیمتر رشد می‌کند. بدن آن پشمی به رنگ سیاه و با خطی سفید در جلوی سینه و پایین سر دارد. آن‌ها سبیل‌های بلندی دارند که از آن برای یافتن طعمه در شب بهره می‌گیرند. شیطان‌ها توانایی تولید صداهای گوناگون و بلند و جیغ‌های ترسناک را دارند که از آن به‌عنوان نوعی وسیلهٔ رفع تهدید یا راهی برای برقراری ارتباط بهره می‌گیرند. فشاری که فک این حیوان می‌تواند وارد کند بیش از یک تن است که از آن برای خُردکردن استخوان‌های طعمه‌هایش بهره می‌گیرد. چهرهٔ شرربار و صدای ترسناک شیطان تاسمانی در هنگام درگیری باعث شد که مهاجران اروپاییِ نخستین به آن نام «شیطان» دهند.
این جانوران گوشت‌خوار هستند و اغلب مردار و لاشهٔ جانوران را می‌خورند. آن‌ها در صورتی که گوشت پیدا نکنند از گیاهان، تخم ماهی و قورباغه، و حشرات نیز تغذیه می‌کند. شیطان‌های ماده پناهگاهی در تنهٔ توخالی درختان یا حفره‌ها و غارها برای خود پیدا می‌کنند و بچه‌های خود را در آن شیر می‌دهند. در هر بارداری به‌طور متوسّط چهار بچه در کیسهٔ مادر به مدت ۱۵ هفته زندگی می‌کنند.
از سال ۱۹۴۱، شیطان‌های تاسمانی به‌طور قانونی تحت حفاظت درآمدند و از آن زمان جمعیت آنان افزایش یافت و طبق آخرین سرشماری در دههٔ ۱۹۹۰ تعداد شیطان تاسمانی به حدود ۱۵۰ هزار قلّاده رسید. اما پس از آن شیوع سرطان واگیرداری به نام تومور صورتی باعث کاهش شدید جمعیت این جانوران شده است. این بیماری فراگیر توسّط گازگرفتن از یک شیطان به دیگری منتقل می‌شود و جانور را در مدّت زمانی کمتر از یک سال از پای درمی‌آورد. در نواحی پرجمعیت نرخ مرگ و میر این جانوران به ۸۰ تا ۹۰ درصد رسیده است. از جمله دیگر خطرهایی که نسل شیطان را تهدید می‌کند گسترش جمعیت روباه‌های قرمز است که با خوردن توله‌های این کیسه‌دار، باعث کاهش جمعیتشان می‌شوند.

## نام
کمتر پستان‌داری در جهان آنچنان شهرت و نام بدی همچون شیطان تاسمانی دارد. زیست‌شناسان استرالیا از این جانور با نام «بعل الذباب» یاد کرده‌اند. نام‌گذاری علمی آن نیز فراز و فرود چندی داشته است. دو نام نخستین این جانور Sarcophilus satanicus و Diabolus ursinus بوده‌اند که در سده ۱۹ام مورد استفاده قرار می‌گرفتند.
نام «شیطان تاسمانی» برگرفته از معادل انگلیسی آن با نام «Tasmanian Devil» است. نام انگلیسی پس از آن به این جانور اطلاق شد که مهاجران اروپایی در سال ۱۸۰۳ در خلیج پورت فیلیپ (امروزه ملبورن) با گروه‌هایی از این جانور برخورد کردند. در سال ۱۸۰۶، جرج هریس زیست‌شناس استرالیایی نخستین توصیف از این جاندار را منتشر کرد:
این جانوران در نخستین اقامت‌گاه ما در شهر هوبارت بسیار معمول بودند و به شدّت به مرغ‌داری‌ها آسیب می‌رساندند… آن‌ها هر گوشتی را بی‌توجه به آنکه از کدام جانور است با ولع هرچه تمام‌تر می‌خورند و به نظر می‌رسد که از ماهی و چربی نهنگ‌ها نیز تغذیه می‌کنند چون ردپایشان در کرانه‌های اقیانوس دیده می‌شود… در حال اسارت، این موجودات بسیار وحشی می‌شوند؛ دو نر و ماده‌ای که من در کنار هم به چوب زنجیر کرده بودم مدام با هم جنگ می‌کردند و همدیگر را گاز می‌گرفتند… نام عامیانه آن‌ها شیطان بومی است.
بر زبان افتادن نام این جانور را اما باید نتیجه نوشتار لوئیزا آن مردیت دانست که در ۱۸۸۰ کتابی در ستایش مستعمرهٔ ویکتوریایی بریتانیا نوشت و در آن عنوان کرد:
اگر کسی بخواهد هیولایی سیاه‌تر، بدقیافه‌تر، درنده‌خوتر، و رام‌ناشدنی‌تر از شیطان ما بیابد، باید بسیار مشکل‌پسند باشد. این دیدگاه شخصی من است.

## رده‌بندی و فرگشت
نوشتار اصلی: فرگشت کیسه‌داران

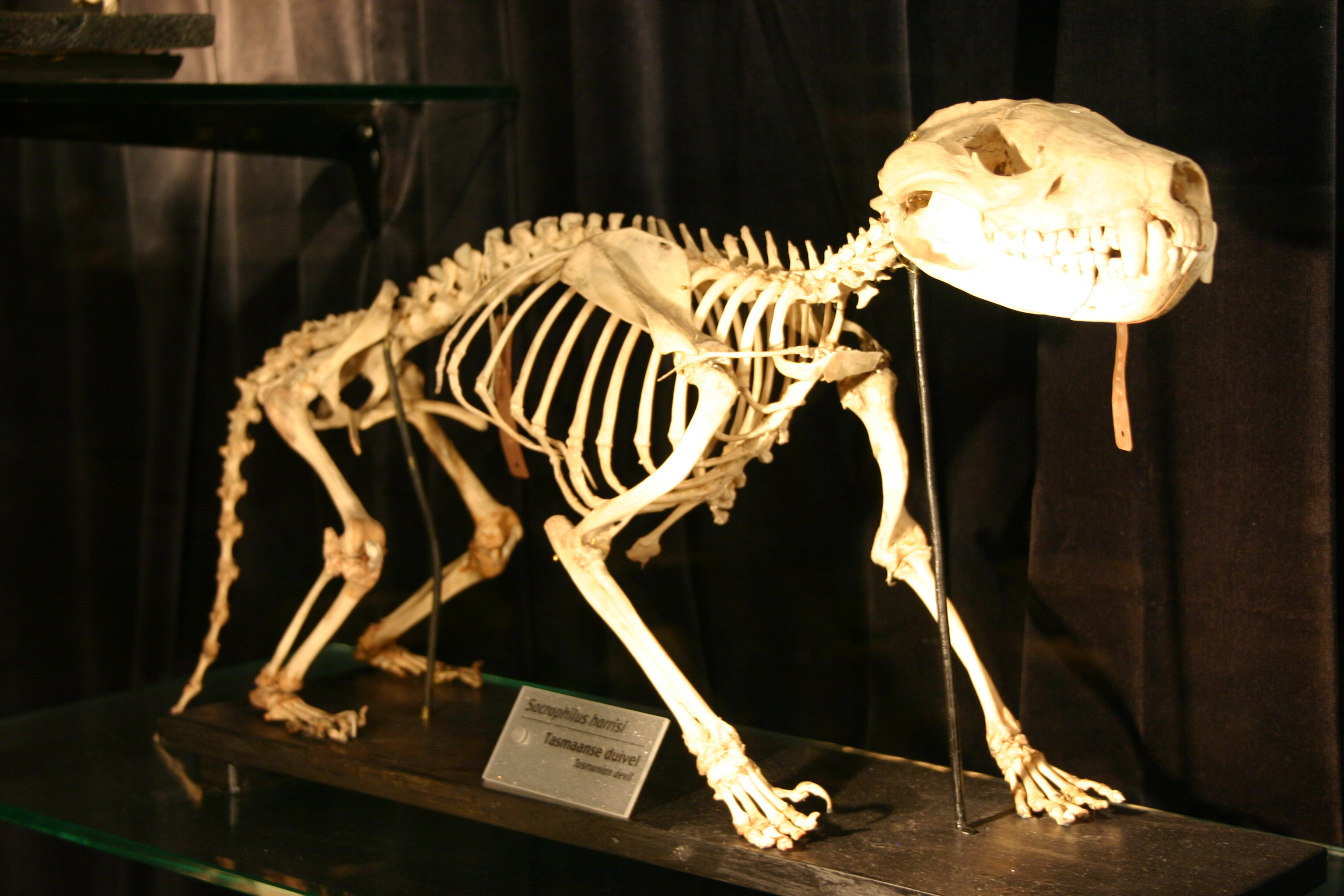
اسکلت یک شیطان تاسمانی

شیطان تاسمانی به همراه دیگر جانورانی چون کانگورو، کوآلا، و گرگ تاسمانی جزو کیسه‌داران است. کیسه‌داران گروهی از پستانداران هستند که از دوره کرتاسه پایانی بر روی زمین ظاهر شدند؛ کهن‌ترین سنگواره نسبت‌داده‌شده به کیسه‌داران با نام Sinodelphys szalayi در سال ۲۰۰۳ در استان لیائونینگ در شمال چین کشف شد و قدمتی برابر با ۱۲۵ میلیون سال دارد. از این رو می‌توان فرض کرد که نیای مشترک همه کیسه‌داران اندکی پیش از این زمان در آسیا می‌زیسته است. با این حال از آنجا که در گذشته قاره‌ها به هم متّصل بودند، بعضی بررسی‌ها به شکلی قوی از نگره‌ای که بر پایه آن کیسه‌داران آغازین ابتدا در قاره آمریکا نشات گرفتند و سپس به قارّه‌های دیگر منتقل شدند پشتیبانی می‌کنند. بر پایهٔ این نگره کیسه‌داران در کرتاسه پایانی در آمریکای شمالی ظاهر شدند و سپس به آمریکای جنوبی و از آنجا به استرالیا رفتند.
کیسه‌داران پس از گسترش در آمریکای جنوبی، در طول کرتاسه و پالئوسن از راه قاره قطب جنوب وارد استرالیا شدند. سنگواره‌های یافت شده در استرالیا شامل تعدادی سنگواره از ۲۵ میلیون سال پیش برابر با میوسن آغازین و به احتمالی الیگوسن پایانی می‌شوند. این سنگ‌واره‌ها در برگیرنده اجداد بیشتر کیسه‌داران حال حاضر استرالیا و تاسمانی هستند. تنها گروه‌های عمده‌ای در دورهٔ میوسن که بازمانده‌ای از خود به‌جا نگذاشتند کیسه‌داران بسیار بزرگ از تیره‌های کیسه‌داران علف‌خوار کهن و درازپایان بودند که در پلیستوسن پایانی منقرض شدند. از این رو گسترش انفجاری کیسه‌داران در قارّه استرالیا را باید هنگامی پیش از میوسن (به احتمالی ائوسن یا پالئوسن) دانست.
تیره ستبردمان (که شیطان تاسمانی عضوی از آن است) در پلیستوسن پایانی شکل گرفت. امروزه از میان ۱۵ جانور اصلی عضو این تیره، ۴ تایشان منقرض شده‌اند. شیطان تاسمانی بزرگ‌ترین ستبردم موجود است که به نسبت از روند کوچک‌شدن در دوران واپسین عصر یخبندان جان سالم به در برد. بررسی‌های فیلوژنتیکی نشان داده‌اند که نزدیک‌ترین گونه به شیطان تاسمانی، راسوهای کیسه‌دار هستند. شواهد ملکولی نشان می‌دهند که انشقاق دو گونه میان ۱۰ تا ۱۵ میلیون سال پیش پدید آمد؛ این هنگامی بود که آب و هوای گرم و مرطوب استرالیا تبدیل به آب و هوای خشک و سرد عصر یخبندانی شد و باعث انقراض انبوهی در میان گونه‌ها و از جمله زیاگان بزرگ‌جثه شد. از آنجا که بیشتر طعمه‌ها بر اثر این تغییر آب و هوایی نابود شد بودند، تنها تعداد کمی از گوشتخواران زنده ماندند که از جمله آن‌ها نیاکان راسوی کیسه‌دار و گرگ تاسمانی نیز بودند. تصور بر این است که در این هنگام شیطان تاسمانی به عنوان خط فرگشتی متمایزی که از لاشه تغذیه می‌کند (در مقایسه با گرگ تاسمانی که به دنبال طعمه‌های خود می‌رود) پدید آمد. گمان بر این است که گونه Glaucodon ballaratensis از دوره پلیوسن گونهٔ میانی شیطان تاسمانی و راسوی کیسه‌دار بوده باشد.
کهن‌ترین سنگواره‌های یافت‌شده از شیطان تاسمانی کنونی به ۷۰٬۰۰۰ سال پیش بر می‌گردند و از آن هنگام تاکنون جز اندکی کوچک‌شدن، تغییر چندانی در این جانور پدید نیامده است.

## توصیف ظاهری

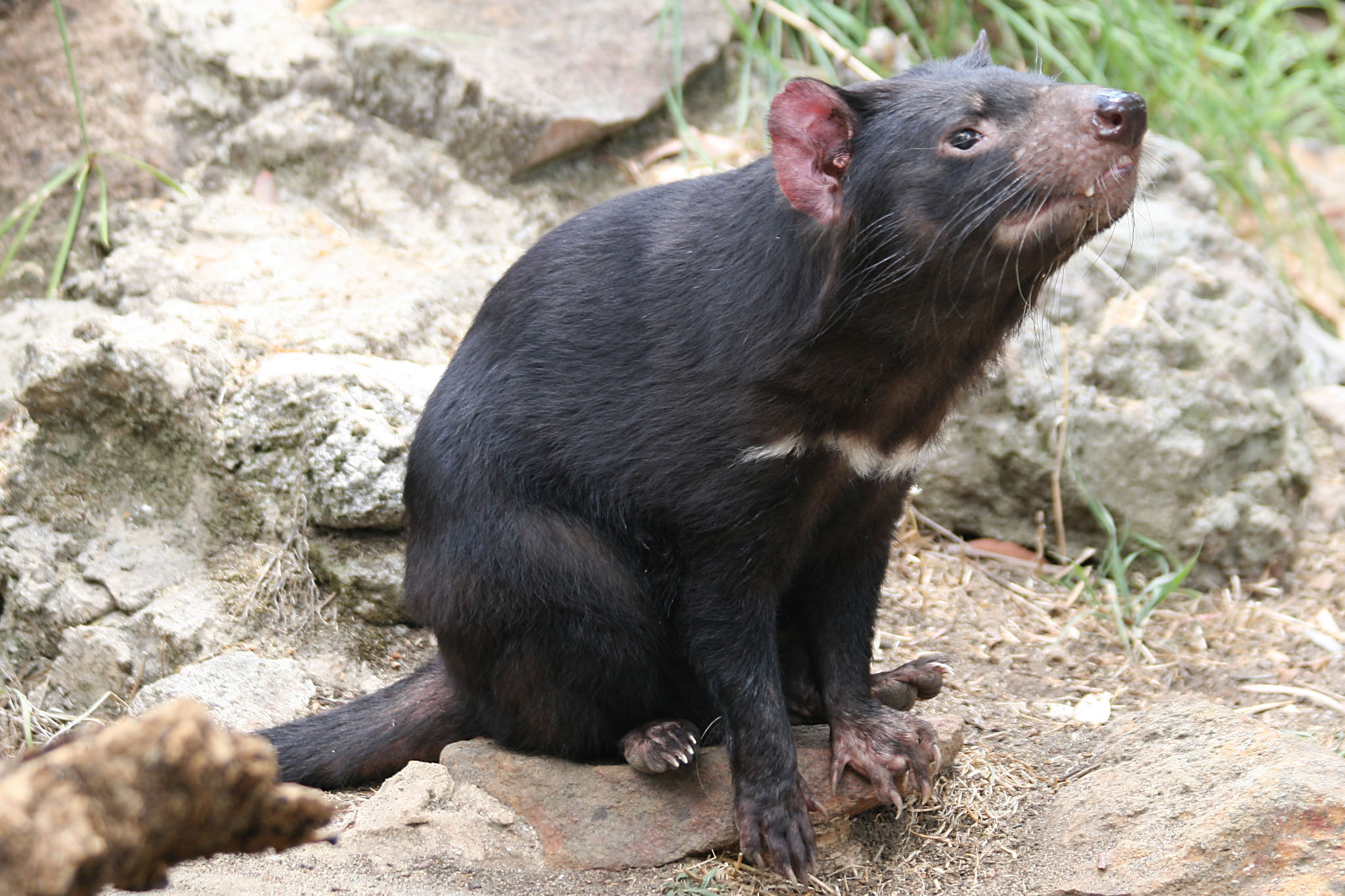
سبیل‌های شیطان تاسمانی به آن کمک می‌کند که طعمه‌ها را در تاریکی شب پیدا کند.

شیطان تاسمانی بزرگ‌ترین کیسه‌دار گوشتخوار و مهاجم باقی‌مانده در استرالیا است. این جانور بدنی ضخیم با سری بزرگ و دمی بلند دارد که طول آن به نیمی از طول بدن می‌رسد. برخلاف دیگر کیسه‌داران، پاهای جلویی این جانور اندکی بلندتر از پاهای پشتی آن هستند و شیطان‌ها می‌توانند با کمک پاهایشان با سرعت ۱۳ کیلومتر بر ساعت و برای مسافت‌های کوتاه بدوند. موی این جانور اغلب سیاه است که گاه دارای الگوهای سفیدرنگ نامنظم بر روی سینه و کفل است؛ با این حال نزدیک به ۱۶ درصد شیطان‌ها چنین رنگ‌آمیزی‌هایی بر بدن خود ندارند. این الگوها ممکن است به شیطان در هنگام طلوع خورشید و پایین رفتن آن یاری رسانند چرا که در این هنگام رنگ‌آمیزی‌های سفید جانور به بزرگ کردن ابهت خود در هنگام برخورد نزدیک با مهاجمان کمک می‌کنند. آن‌ها همچنین می‌توانند منجر به آن شوند که مهاجم به مناطق کمتر حساس بدن جانور آسیب وارد آورد و زخم‌های وارد شده به مناطق سینه منحرف شوند. جای این زخم‌ها اغلب در همان ناحیه سفیدرنگ دیده می‌شود.
شیطان‌های نر همواره بزرگ‌جثه‌تر از ماده‌ها هستند. میانگین طول سر و بدن در آن‌ها ۶۵٫۲ سانتی‌متر است، دمی به بلندی میانگین ۲۵٫۸ سانتی‌متر دارند و وزنشان به ۸ کیلوگرم می‌رسد. میانگین طول سر و بدن ماده‌ها ۵۷ سانتی‌متر است با ۲۴٫۴ سانتی‌متر دم و وزنی برابر با ۶ کیلوگرم. گونه‌های ساکن غرب تاسمانی جثه کوچک‌تری دارند. شیطان‌ها ۵ انگشت بلند در پاهای جلویی خود دارند که چهارتایشان به بیرون متمایلند و یکی به جلو. پنجه‌های آن‌ها توانایی جمع‌شدن ندارند. شیطان‌های چاق دارای گرانیگاه کم‌ارتفاعی هستند.
شیطان‌ها چربی بدنشان را در دم خود ذخیره می‌کنند و شیطان‌های تندرست دارای دم‌های چاق هستند. دم آن‌ها هیچ گونه توانایی خم شدن ندارد و در عین حال نقش مهمی در فیزیولوژی، رفتار اجتماعی، و حرکت‌کردن شیطان‌ها دارد. این دم همانند وزنه تعادلی عمل می‌کند که مانع از از دست رفتن تعادل در هنگام دویدن سریع می‌شود. غدد ترشح‌کننده مایعی مقعدی-آلتی در پایه این دم به تولید مایعی با بویی تند و قوی می‌پردازند که در پشت سر جانور در هنگام راه رفتن، گذرش را نشانه‌گذاری می‌کند.

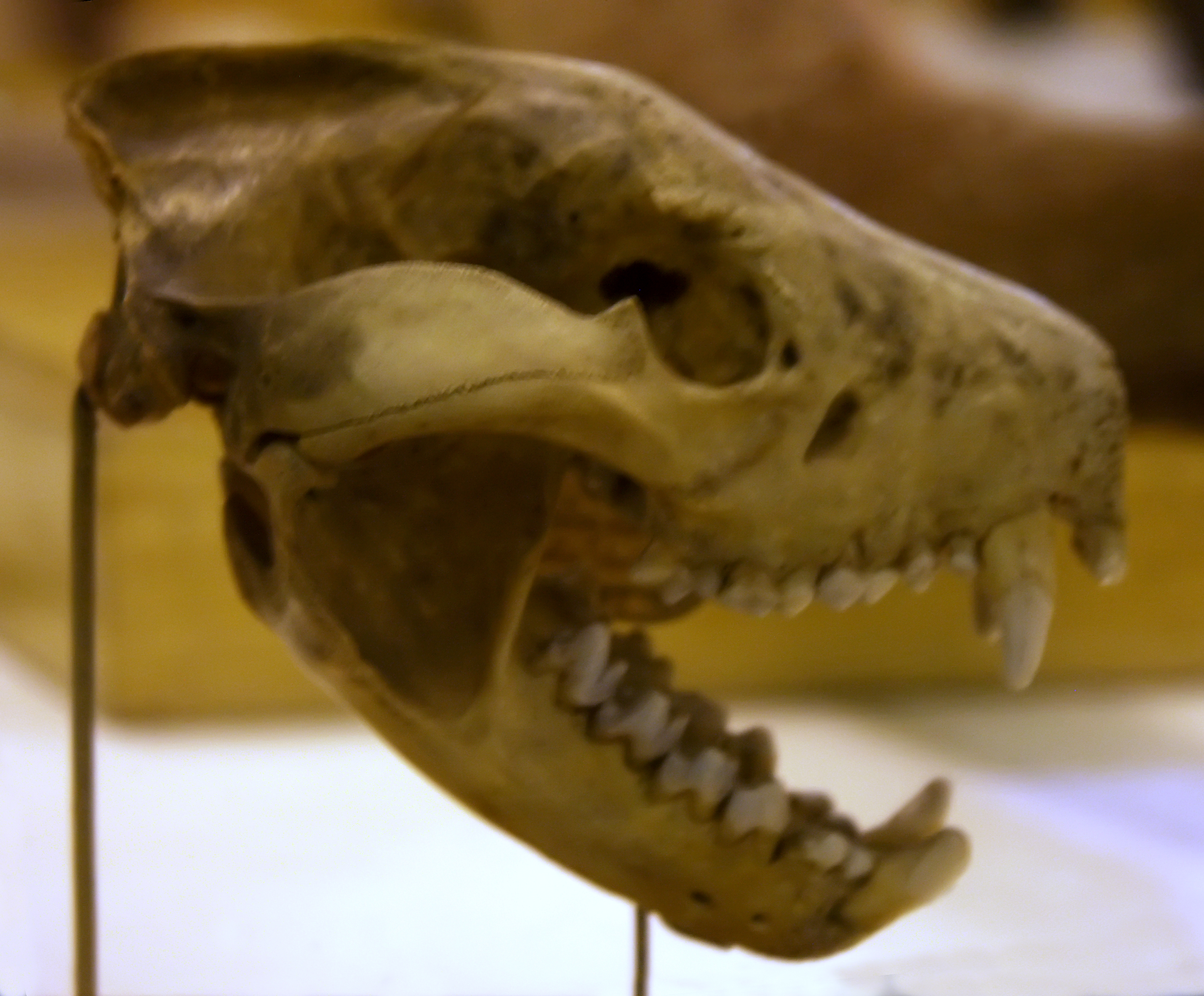
اسکلت سر یک شیطان تاسمانی، موزه جانورشناسی سن پترزبورگ، روسیه

شیطان تاسمانی با آنچنان توانی گاز می‌گیرد که با توجه به جثه کوچکش بسیار استثنایی است. یک گاز فک این جانور می‌تواند ۵۵۳ نیوتون نیرو تولید کند. چنین نیرویی می‌تواند سیمی فلزی و ضخیم را در زیر دندان‌ها خرد سازد. فک می‌تواند ۷۵ تا ۸۰ درجه باز شود که اجازه گازگرفتن قدرتمند و پاره‌کردن گوشت طعمه و خرد کردن استخوان‌ها را به این جانور می‌دهد. قدرت زیاد آرواره‌ها تا اندازه‌ای به خاطر سر به نسبت بزرگ این جانور است. دندان‌ها و آرواره‌های شیطان همانند کفتار هستند که این نمونه‌ای از فرگشت همگرا به‌شمار می‌آید. دندان‌های ستبردمان همانند کیسه‌داران نخستین است. همچون دیگر ستبردمان، شیطان دارای دندان‌های نیش تیز و بزرگ است. این جانور دارای سه جفت دندان پیشین پایینی و چهار جفت دندان پیشین بالایی است. این دندان‌ها در بخش جلویی دهان جانور قرار گرفته‌اند. همانند سگ‌ها، شیطان دارای ۴۲ دندان است که پس از تولد جایگزین نمی‌شوند ولی با سرعت کوتاهی در طول زندگی رشد می‌کنند. دندان‌های این جانور به ویژه برای مصرف استخوان فرگشت پیدا کرده‌اند. شیطان دارای پنجه‌های قوی‌ای است که به او امکان کندن زمین و ایجاد حفره در آن، پیدا کردن طعمه‌های زیر زمین، و ضربه‌زدن قوی به شکار می‌دهد. ترکیب دندان‌ها و پنجه‌های قدرتمند باعث می‌شوند که این جانور بتواند به وامبت‌هایی با وزنی بالغ بر ۳۰ کیلوگرم حمله کند.
شیطان‌ها دارای سبیل‌های بلندی در جلوی سر هستند. این سبیل‌ها به شیطان کمک می‌کنند تا در تاریکی شب به جستجوی غذا بپردازد و حضور دیگر شیطان‌ها در هنگام تغذیه را به سرعت تشخیص دهد. آن‌ها همچنین در برقراری ارتباط میان دو نمونه دارای نقش هستند. بهترین ابزار حسی شیطان‌ها اما حس شنوایی آن‌ها است و حس بویایی بسیار قوی نیز دارند که می‌تواند بوها را تا فاصله ۱ کیلومتری تشخیص دهد. از آنجا که آن‌ها در شب شکار می‌کنند، به نظر می‌آید که بیناییشان در حالت سیاه-سفید بسیار خوب است. در این حالت آن‌ها به خوبی می‌توانند اشیای متحرک را شناسایی کنند ولی برای تشخیص اشیای ایستا مشکل دارند.

## گستره و پراکندگی

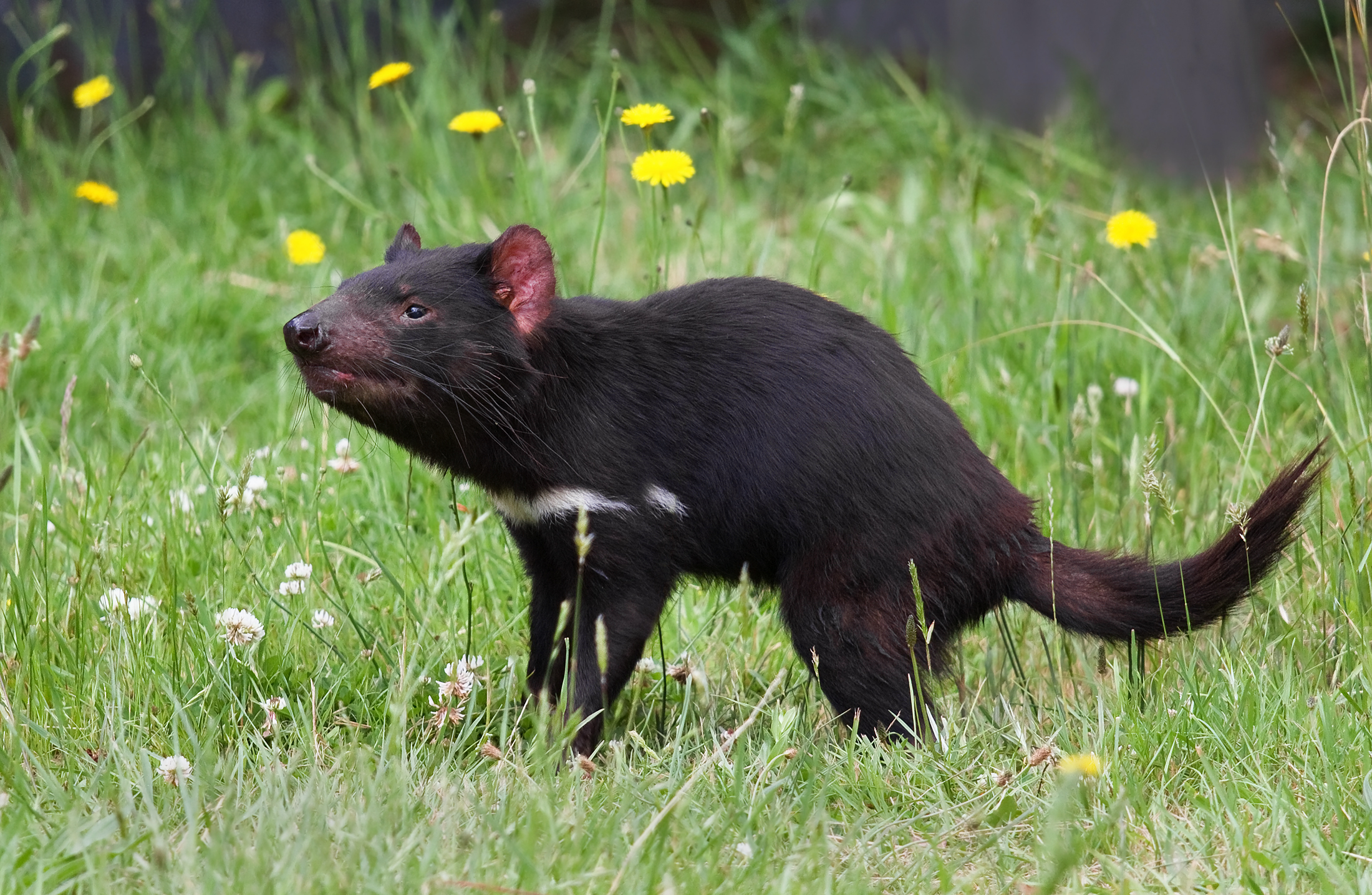
شیطان تاسمانی، پارک حفاظت شده تارانا، تاسمانی، استرالیا.

شیطان تاسمانی در گذشته در سراسر استرالیا و تاسمانی زندگی می‌کرد، اما با معرفی سگ وحشی به استرالیا توسط بومیان در دوران پیشاتاریخی، از جمعیتش به سرعت کاسته شد تا آنکه در جزیره استرالیا از میان رفت. چنین وضعیتی برای گرگ تاسمانی نیز پدید آمد و هر دو این جانوران توانستند پناهی در جزیره تاسمانی پیدا کنند. اگرچه گرگ تاسمانی بعدها منقرض شد، اما امروزه شیطان‌ها در سراسر تاسمانی و از جمله حومه مناطق شهری یافت می‌شوند و در جزیره رابینز (که هنگام پایین آمدن آب دریا به جزیره اصلی تاسمانی وصل می‌شود) نیز زندگی می‌کنند. جمعیت ساکن در شمال‌شرقی در غرب رود فورث تا جنوب بندر مکواری پراکنده‌اند. پیشتر، این جانوران در جزیره برونی از سده نوزدهم حضور داشتند ولی هیچ نشانه‌ای از آن‌ها پس از سال ۱۹۰۰ گزارش نشده، و آن‌ها در میانه دهه ۱۹۹۰ به جزیره بجر معرفی شدند که گمان می‌رود تا سال ۲۰۰۵ همه جمعیتشان در آن جزیره مرده باشند.
مرکز اصلی زندگی شیطان‌ها ناحیهٔ شرقی و شمال‌غربی تاسمانی است که دارای آب و هوای با باران کم تا معتدل است. آن‌ها همچنین بسیار علاقه‌مند به جنگل‌های خشک و مناطق ساحلی با پوشش جنگلی هستند. با آنکه آن‌ها در ارتفاع‌های بالا در تاسمانی پیدا نمی‌شوند و تراکم جمعیتشان در دشت‌های علفزاری جنوب‌غربی تاسمانی کم است، جمعیت آن‌ها در مناطق خشک بیشتر است. شیطان‌ها جنگل‌های باز را به جنگل‌های با درختان بلند و درهم و جنگل‌های خشک را به باران‌گیر ترجیح می‌دهند. آن‌ها اغلب در کنار جاده‌ها که شکار بیشتری پیدا می‌شود، دیده می‌شوند؛ اگرچه خود در هنگامی که در حال کشیدن لاشه شکار به یک سوی جاده هستند توسط خودروهای عبوری زیر گرفته می‌شوند. بر پایه دیدگاه کمیته علمی جانداران در معرض تهدید، تطبیق‌پذیری زیاد آن‌ها با مظاهر تمدن نوین چون جاده و شهر نشان می‌دهد که تغییر مکان زندگی توسط تخریب انسانی از جمله تهدیدهای جدی ضد این جانور نیست.

## بوم‌شناسی و رفتار
شیطان‌های تاسمانی شکارچیانی شب‌زی و پگاه‌رو هستند و روزها را در بوته‌های انبوه یا سوراخ‌ها می‌گذرانند. تصور می‌شود که شب‌زی بودن به منظور در امان ماندن از شکار شدن توسط عقاب‌ها و انسان در این جانوران به وجود آمده باشد. شیطان‌های جوان به ویژه بسیار پگاه‌رو هستند. نشانه‌ای از کم‌شدن موقت فعالیت بدنی همانند آنچه در خواب زمستانی صورت می‌گیرد اما در زمان بسیار کمتر، دیده نشده است.

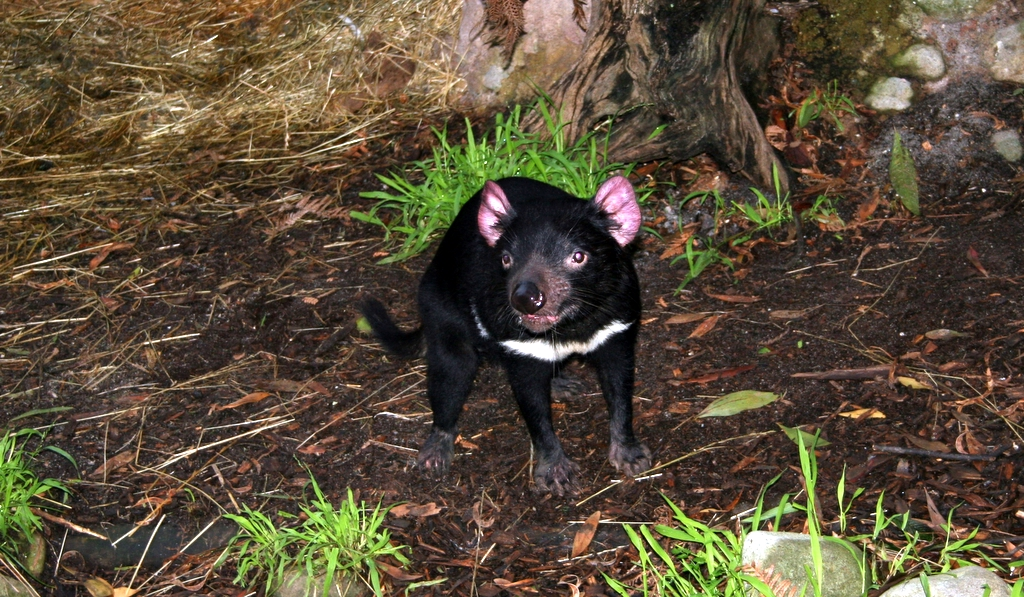
شیطان‌ها تک‌زی هستند و جز در فصل جفت‌گیری ارتباط چندانی با هم برقرار نمی‌کنند.

شیطان‌های جوان می‌توانند از درختان بالا روند، اما این کار با افزایش عمرشان سخت‌تر می‌شود. این جانوران می‌توانند از تنه درختانی با قطر کمتر از ۴۰ سانتی‌متر و طولی نزدیک به ۲٫۵ تا ۳ متر بالا روند. آن‌ها همچنین تا پیش از رسیدن به بلوغ می‌توانند از بوته‌هایی با ارتفاع ۴ متر بالا روند و اگر درختی کامل عمودی نباشد، می‌توانند تا ارتفاع ۷ متری آن نیز بالا روند. شیطان‌های بالغ ممکن است در صورتی که بسیار گرسنه باشند شیطان‌های جوان‌تر را بخورند، از این رو این بالا رفتن از درخت می‌تواند پاسخی طبیعی به احتمال خورده شدن جوان‌ترها باشد. شیطان‌ها همچنین توانایی شنا دارند و گذر کردنشان از رودخانه‌هایی با ۵۰ متر عرض دیده شده است. به نظر می‌رسد که آن‌ها از گذر کردن از آب‌های سرد و یخ لذت می‌برند.
شیطان‌های تاسمانی گروه و گله تشکیل نمی‌دهند و پس از از شیر گرفته‌شدن، بیشتر عمرشان را در تنهایی سپری می‌کنند. از آن‌ها به عنوان «جانورانی تنهازی» یاد می‌شود و رفتارهای اجتماعیشان بسیار کم شناخته شده‌اند. با این حال پژوهشی میدانی منتشر شده در سال ۲۰۰۹ میلادی نشان داد که همهٔ شیطان‌ها به نحوی عضوی از یک شبکه ارتباطی بسیار گسترده‌اند که مشخصه آن ارتباطات نر-ماده در فصل‌های جفت‌گیری است. روابط ماده-ماده معمول‌ترین روابط برقرار شده در دیگر فصل‌ها بودند. نرها به ندرت با دیگر نرها ارتباط برقرار می‌کنند. از این رو همه شیطان‌های یک ناحیه بخشی از یک شبکه اجتماعی یکتا هستند. این جانوران درحالت کلی ناقلمروخواه به‌شمار آورده می‌شوند ولی ماده‌ها در نزدیکی لانه‌شان از قلمرو خود دفاع می‌کنند. چنین رویکردی باعث می‌شود که جمعیت بیشتری از این جانور در منطقه‌ای محدود توانایی زندگی داشته باشند بی‌آنکه با هم درگیر شوند و این عاملی مثبت در بقای شیطان به نسبت جانوران قلمروخواه است. در عوض، شیطان‌ها برای خود منطقه زندگی دارند. در فاصله زمانی دو تا چهار هفته منطقه زندگی شیطان‌ها ناحیه میان ۴ تا ۲۷ کیلومتر مربع با میانگین ۱۳ کیلومتر مربع را شامل می‌شود. مکان و هندسه شکل‌گیری این مناطق بستگی به در دسترس بودن غذا، به ویژه والابی‌ها و فیلاندرهای در نزدیکی، دارند.
شیطان‌ها اغلب از سه یا چهار لانه بهره می‌گیرند. لانه‌هایی که پیشتر توسط وامبت‌ها ساخته شده باشند به دلیل امنیتشان مکان مناسبی برای شیطان‌های مادر هستند. بوته‌ها و ریشه‌های درهم‌تنیده و ضخیم و غارها نیز مکان‌هایی خوبی برای لانه ساختنند. باور بر این است که از آنجا که لانه‌های امن اهمیت بسیار بالایی دارند، بعضی از آن‌ها برای سده‌ها میان جانوران گوناگون دست‌به‌دست می‌شده‌اند. پژوهش‌ها نشان می‌دهند که اهمیت امنیت لانه حتی از امنیت غذایی نیز بالاتر است چرا که تخریب زیستگاه که باعث نابودی لانه‌ها می‌شود اثر بیشتری بر نرخ مرگ و میر داشته است. توله‌های جوان در یک لانه به همراه مادر خود می‌مانند ولی دیگر شیطان‌ها همواره در حرکتند و هر ۳–۱ روز لانه خود را عوض می‌کنند و هر شب به صورت میانگین ۸٫۶ کیلومتر راه می‌روند. میزان راه‌روی در طول سال کم و بیش ثابت است مگر برای مادرانی که تازه بچه‌دار شده‌اند. تشابه میان میزان مسافت پیموده‌شده توسط نرها و ماده‌ها برای جانوران دودیس جنسی و تنهازی نامعمول است؛ چرا که نرها غذای بیشتری نیاز دارند و زمان بیشتری برای خوردن نیاز دارد تا راه‌پیمودن. شیطان‌ها در بیشتر موارد در هنگام راه‌پیمایی برای یافتن غذا، دایره‌ای به دور منطقه زندگی خود را می‌پیمایند. در مناطق نزدیک به سکونت انسان، آن‌ها به دزدیدن لباس‌ها، پتو، و بالش‌های انسان‌ها برای به کارگیریشان در ساخت لانه شناخته شده‌اند.
با آنکه ستبردمان همه دارای عادات غذایی و آناتومی شبیه به هم هستند، اندازه بدن تفاوت‌هایی در ترمورگولاسیون و در نتیجه رفتار پدیدمی‌آورد. در یک بررسی، در دماهای میان ۵ تا ۳۰ درجه سانتی‌گراد، شیطان توانایی حفظ دمای بدن خود میان ۳۷٫۴ تا ۳۸ درجه را داشته است. هنگامی که دما به ۴۰ درجه می‌رسید و رطوبت به ۵۰ درصد افزایش می‌یافت، دمای بدن در ۶۰ دقیقه به اندازه ۲ درجه بالا می‌رفت. در این هنگام شیطان تنها آب می‌نوشید و نشانه‌ای از ناراحتی در وضعیتش دیده نمی‌شد؛ این مسئله دانش‌مندان را به این باور انداخته که عرق‌کردن و خنک‌سازی از راه تبخیر آب روش اصلی این جانور برای پخش گرمای بدن است. بررسی‌های بعدی اما نشان دادند که شیطان‌ها عرق نمی‌کنند بلکه از راه له‌له زدن خود را خنک می‌کنند. در مقایسه با شیطان‌ها، بسیاری دیگر از کیسه‌داران توانایی پایین‌نگهداشتن دمای بدن خود را ندارند. از آنجا که جانداران کوچکتر در مناطق گرمتر و خشک، که خوی کمتری بهشان دارند، زندگی کنند، آن‌ها زندگی شبانه را برمی‌گزینند و دمای بدن خود را در طول روز پایین می‌آوردند؛ اما شیطان‌ها در روز فعال هستند و دمای بدنشان به صورت میانگین ۱٫۸ سانتی‌گراد از دمای کمینه در شب تا بیشینه در میانه روز بالاتر است.
میزان سوخت‌وساز متعادل یک شیطان تاسمانی ۱۴۱ کیلوژول بر کیلوگرم در روز است که به مراتب از دیگر کیسه‌داران پایین‌تر است. یک شیطان ۵ کیلوگرمی در روز ۷۱۲ کیلوژول انرژی در روز مصرف می‌کند. میزان سوخت‌وساز پایه نیز ۴۰۷ کیلوژول بر کیلوگرم است. به همراه راسوهای کیسه‌دار، شیطان‌های تاسمانی میزان سوخت‌وسازی مقایسه‌پذیر با کیسه‌داران ناگوشتخوار با جثه‌های یکسان هستند. یک بررسی بر شیطان‌ها نشان داد که آن‌ها در زمان میان تابستان تا زمستان کاهش وزنی از ۷٫۹ به ۷٫۱ کیلوگرم داشتند، ولی در همان هنگام مصرف روزانه انرژیشان از ۲٬۵۹۱ به ۲٬۸۹۰ کیلوژول رسید. این میزان برابر با افزایش مصرف غذا از ۵۱۸ به ۵۷۸ گرم است.
رژیم غذایی شیطان‌ها وابسته به پروتئین است و دارای ۷۰ درصد آب. به ازای هر یک گرم حشره مصرف‌شده، ۳٫۵ کیلوژول انرژی تولید می‌شود. این میزان برای میزان وزن یکسانی از گوشت والابی برابر با ۵ کیلوژول است. به نسبت جرم بدنی، شیطان تنها یک چهارم بدن کوئول‌های کیسه‌دار شرقی را مصرف می‌کند و بقیه شکار می‌تواند برای روزگار کم‌غذایی ذخیره شود.

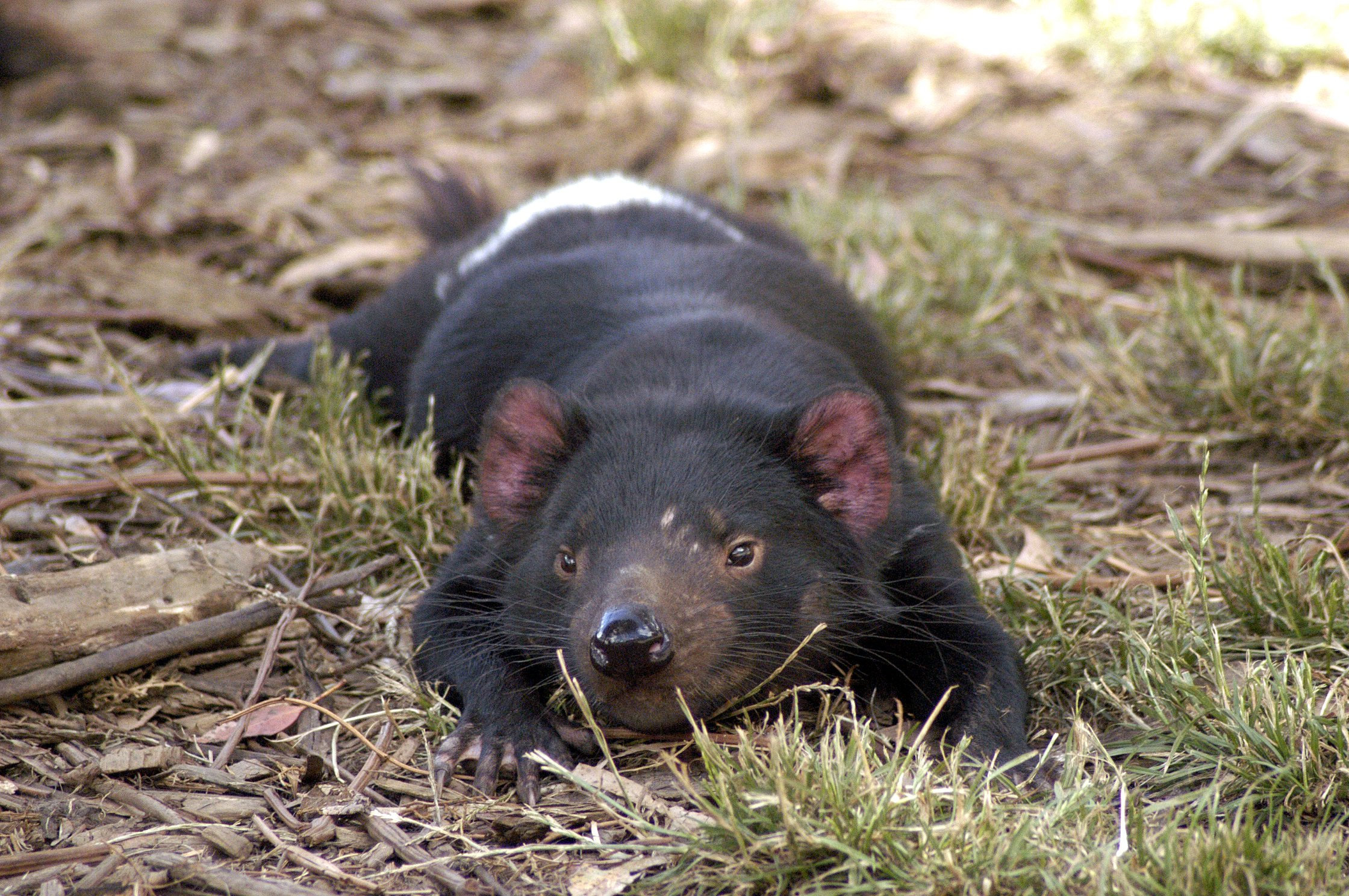
با آنکه شیطان‌ها شبزی هستند، علاقه دارند تا در آفتاب به استراحت بپردازند. در این تصویر نشان زخم‌های ناشی از درگیری و گازگرفته‌شدن در بالای چشم چپ جانور دیده می‌شود.

شیطان‌های تاسمانی، همانند همهٔ دیگر کیسه‌داران، توانایی تولید صدا دارند؛ عوعو کردن، خرناس کشیدن، غرغر کردن، فش‌فش، نالیدن، جیغ زدن، و ترق‌ترق کردن با دست از جمله صداهای تولیدی توسط آن‌ها است. این کیسه‌داران بسیار صداتولیدکن، می‌توانند تقریباً تمام صداهایی که در طیف تولید صدای کیسه‌داران هست را تولید کنند. به علاوه، آن‌ها با کوبیدن بر روی سطح زمین با پاهایشان نیز، در صورتی که مهاجمی نزدیک شود، صداهای هشداردهنده تولید می‌کنند. در کل ۱۱ نوع صدا توسط شیطان‌ها تولید می‌شود که تشخیص تک تک آن‌ها از هم مشکل به نظر می‌آید.
برخلاف تصور همگانی، شیطان‌های تاسمانی در برابر انسان‌ها رفتار وحشیانه نشان نمی‌دهند و هنگامی که به دام می‌افتند بسیار آرام و بی‌حرکت می‌شوند. آن‌ها در این حال به پژوهشگران اجازه می‌دهند که به بررسی بر آن‌ها بپردازند و حتی آرواره و دندان‌هایشان را بررسی کنند. آن‌ها اما رفتار پرخاشجویانه‌ای در برابر دیگر شیطان‌هایی که به غذایشان نزدیک شوند نشان می‌دهند. جنگ میان غذا اغلب بسیار شدید است و بیشتر مواقع باعث تعیین شیطان غالبی می‌شوند که پس از آن، دیگر شیطان‌های دارای رتبه پایین‌تر کمتر به خود جرئت نزدیک‌شدن به او را می‌دهند. قدرت بسیار آرواره و دندان‌های تیز شیطان می‌توانند آسیب‌های شدیدی به طرف مقابل وارد آورند و چنین چیزی شیطان‌های ضعیف‌تر را از مقابله با شیطان‌های نیرومندتر بازمی‌دارد. در بیشتر موارد تولید صداهای تهدیدآمیز جلوی آغاز درگیری را می‌گیرند و یکی از طرفین را وادار به عقب‌نشینی می‌کنند.

### تغذیه

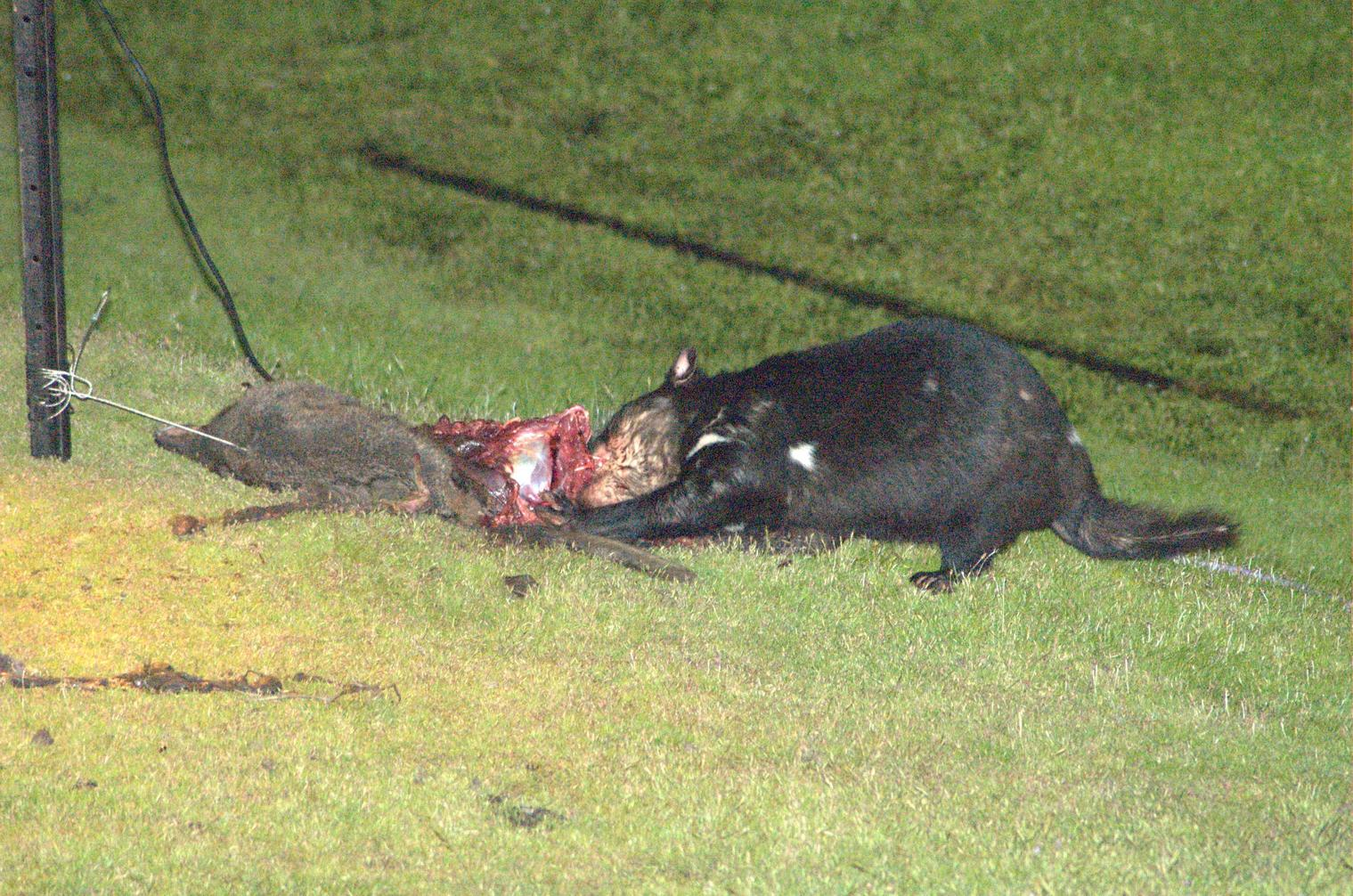
شیطان‌ها جانورانی فرصت‌طلب هستند و کمتر به سراغ شکار مستقیم می‌روند. در پرونده: شیطانی در حال تغذیه از مردار یک والابی که در جاده کشته شده‌است.

شیطان‌های تاسمانی می‌توانند طعمه‌هایی در اندازه یک کانگورو کوچک را شکار کنند، ولی آن‌ها اغلب فرصت‌طلب هستند و به جای شکار به تغذیه از مردار می‌پردازند. با آنکه شیطان‌ها وامبت را به خاطر محتوای چرب گوشتش ترجیح می‌دهند، از همه پستانداران کوچک بومی همچون کانگوروهای دم‌قلمویی و کانگوروهای خرگوشی، پستانداران اهلی چون گوسفند، پرندگان، ماهی‌ها، میوه، سبزیجات، حشرات، بچه‌قورباغه، وزغ، و خزندگان نیز تغذیه می‌کنند. رژیم غذایی آن‌ها گستردگی فراوان دارد و متناسب با در دسترس بودن غذا، تغییر می‌کند. پیش از انقراض گرگ تاسمانی، شیطان‌ها توله‌های این جانور را نیز، در صورتی که تنها و بی‌محافظ مانده بودند، می‌خوردند. چنین چیزی به احتمالی سرعت انقراض گرگ تاسمانی را افزایش داد؛ جانوری که خود نیز از شیطان‌ها تغذیه می‌کرد.
همپوشی عادات غذایی و طعمه‌ها در میان ستبردمان توسط جونز و بارموتا در سال ۱۹۹۸ مورد بررسی قرار گرفت. بررسی آن‌ها نشان داد که ستبردمان را می‌توان از این نظر به دور گروه تقسیم کرد: گروه نخست شیطان‌های تاسمانی و راسوهای کیسه‌دار دم‌خالدار نر که پستانداران بزرگی چون وامبت و والابی را شکار می‌کنند، و گروه دوم شامل راسوهای کیسه‌دار دم‌خالدار ماده و راسوهای کیسه‌دار شرقی که تنها پستانداران کوچک، پرندگان، سوسمارها، و بی‌مهرگان را شکار می‌کنند.
شیطان‌ها به شکار موش‌های آبزی (راکالی) در دریا و خوردن لاشه ماهیانی که توسط امواج به کرانه می‌رسند، شناخته شده‌اند. در کنار مناطق مسکونی، آن‌ها کفش‌ها را دزدیده به جویدنشان می‌پردازند، آن‌ها به پاهای گوسفندانی که در میان درختان یا در تخته‌های آلونک‌های پشم‌چینی گیر کرده باشند حمله می‌کنند و آن‌ها را می‌جوند. با آنکه شیطان‌ها می‌توانند سیم‌های خاردار دور مزارع را با آرواره‌هایشان قطع کنند، اما ترجیح می‌دهند قدرت آرواره‌هایشان را برای فرار از اسارت به کار برند تا رفتن به درون سوله‌های غذا. به دلیل سرعت کمشان، آن‌ها نمی‌توانند به والابی یا خرگوش برسند ولی می‌توانند جانورانی را که به دلیل بیماری یا زخم توانایی تند دویدن را ندارند حمله کنند. آن‌ها پس از رسیدن به طعمه از همه بخش‌های آن، از جمله استخوان‌ها و پوست، می‌خورند.
با آنکه شیطان‌ها به نداشتن سرعت بالا شناخته شده‌اند، گزارش‌هایی از دویدنشان با سرعتی برابر ۲۵ کیلومتر بر ساعت برای ۱٫۵ کیلومتر منتشر شده است. تصور می‌شود که تا پیش از ورود اروپاییان به استرالیا و تاسمانی و آوردن احشام و جاده‌ها و در نتیجه جانورانی که در جاده‌ها کشته می‌شوند، شیطان‌ها نیاز به آن داشتند که برای به دست آوردن طعمه‌شان با سرعت معقولی بدوند. پمبرتن گزارش داده که آن‌ها می‌توانند با سرعت میانگینی برابر ۱۰ کیلومتر بر ساعت برای «دوره‌های طولانی» و طی چندین شب در هفته بدوند. آن‌ها پس از طی کردن مسافت طولانی برای نزدیک به نیم ساعت بی حرکت می‌نشینند، چیزی که گاه به عنوان روشی برای کمین کردن از سوی آن‌ها دانسته می‌شود. آن‌ها می‌توانند زمین را حفر کنند تا به جسد یک جانور مدفون، همچون اسب‌های مرده، در خاک دست پیدا کنند. آن‌ها با کندن حفره‌ای که به شکم جانور می‌رسد، از خوش‌خوراک‌ترین بخش‌های بدن جانور شروع و در همین هنگام در آن حفرهٔ کنده‌شده نیز زندگی می‌کنند. در حالت کلی این جانوران مردارخوار هستند و توانایی‌هایشان برای مردارخواری به شکل بسیار عالی متکامل شده‌اند. آن‌ها تنها جانوران زیست‌بوم استرالیا هستند که توانایی‌های تغذیه از مردار درشان پرورش یافته و به این دلیل از هوش بسیار بالایی برخوردارند.
به صورت میانگین، شیطان‌ها هر روز به اندازه نزدیک ۱۵ درصد وزن بدن خود غذا می‌خورند، اگرچه می‌توانند تا ۴۰ درصد وزنشان را در ۳۰ دقیقه بخورند، البته در صورتی که چنین موقعیتی پدید آید. این بدان معنی است که آن‌ها پس از یک وعده غذای پرحجم، بسیار سنگین می‌شوند و در آن حال ترجیح می‌دهند بسیار آرام حرکت کنند و دراز بکشند. از آنجا که در این هنگام امکان نزدیک شدن به این جانوران بسیار بالا است، دانشمندان بر این باورند که وجود چنین رفتاری در شیطان‌های تاسمانی تنها می‌توانسته در نبود مهاجمانی صورت گیرد که به شیطان در هنگان ناتوانیش در حرکت حمله کنند. به دلیل آنکه شیطان‌ها بویایی خوبی دارند و در هنگام خوردن غذا و شکستن استخوان‌ها صدای زیاد تولید می‌کنند، هیچ‌گاه در هنگام غذا خوردن تنها نمی‌مانند و همواره شیطان‌های دیگری به آن‌ها می‌پیوندند. لاشه یک گاو می‌تواند ۲۲ شیطان را به دور خود جلب کند و لاشه یک والابی ۲ تا ۳ شیطان.

## دوره زندگی و زایش

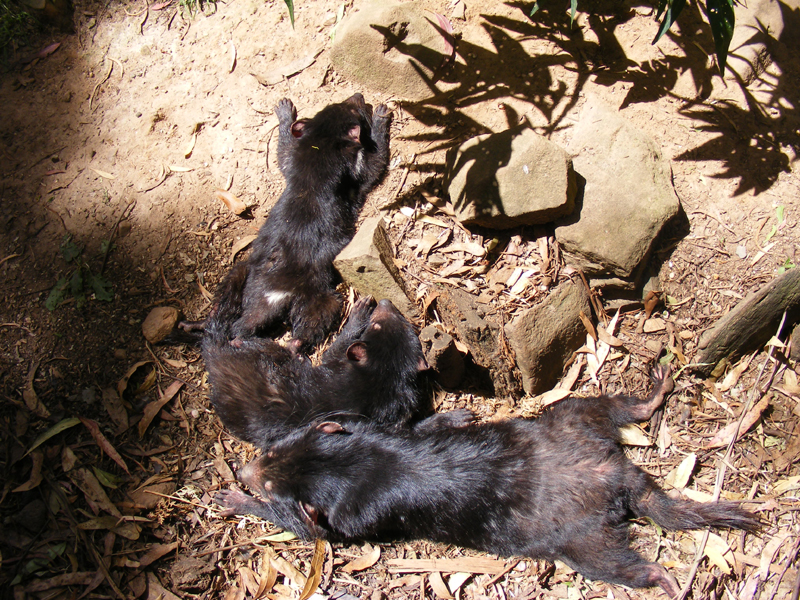
شیطان‌های ماده در هر زایمان اغلب ۳ تا ۴ فرزند به دنیا می‌آورند.

به صورت میانگین، شیطان‌های تاسمانی ماده نخستین فرزندان خود را در بیست و چهارمین ماه زندگی خود به دنیا می‌آورند. الگوی جفت‌گیری آن‌ها وابسته به فصل است و در همه سال توانایی باروری ندارند. فصل جفت‌گیری مه-ژوئن است و بررسی‌های انجام شده در ژوئن نشانی از اسپرم در نرهای بالغ پیدا نکرده‌اند؛ چیزی که نشان از آن دارد که پسرفت بیضه‌ها در مدت کوتاهی پس از فصل جفت‌گیری پدید می‌آیند.
چند روز کوتاه جفت‌گیری تنها زمان‌هایی هستند که شیطان‌های ماده اجازه می‌دهند شیطان‌های نر نقش غالب را بازی کنند. ماده‌ها بسیار سخت‌پسند هستند و تنها نرهای باتجربهٔ مسن‌تر و بزرگ‌جثه‌تر را برمی‌گزینند؛ نرهایی که غالب‌تر نیز هستند. آن‌ها به یک نر توجه نمی‌کنند یا با آن نمی‌آمیزند مگر هنگامی که آن نر رفتارهایی همچون انسان‌های غارنشین نشان دهد و ماده را با خود به عنوان گروگان برای ۱۲ تا ۷۲ ساعت به درون لانه زیرزمینی خود ببرد. شیطان نر در این هنگام اجازه بیرون رفتن به ماده نمی‌دهد و ماده نمی‌تواند به آب و غذا دسترسی داشته باشد. این رفتار شیطان برای آن است که جلوی نزدیک‌شدن دیگر شیطان‌ها به ماده موردنظر را بگیرد.
نرها برای به دست آوردن ماده‌ها با هم جنگ‌هایی بسیار سخت می‌کنند که در آن‌ها گازهای شدیدی از هم می‌گیرند. این گازها نه تنها باعث زخم‌های شدید در نواحی سر و گلو می‌شوند، بلکه از عوامل انتقال بیماری تومور صورتی از یک نمونه به نمونه‌های دیگر نیز به‌شمار می‌روند.
شیطان‌های ماده در ۲ سالگی باردار می‌شوند ولی سنی که در آن نرها به بلوغ می‌رسند هنوز دقیق دانسته نشده. شیطان‌های ماده همچنین فرزندان خود را در ۷ ماهگی از شیر می‌گیرند که کمتر از همین مدت در هر ستبردم دیگر است. زایمان فصلی، به دنیا آوردن تنها تعداد کمی فرزند در هر زایمان، و طول عمری برابر چندین سال نشان می‌دهند که شیطان تاسمانی در محیطی پیش‌بینی‌پذیر و بادوام زندگی می‌کرده که رفتار فصل‌هایش از پیش تعیین‌شده بوده‌اند. آن‌ها در هر زایمان به گونه متوسط ۴ بچه به دنیا می‌آورند و فاصله میان هر زایمان تا زایمان بعدی ۳۶۵ روز (۱ سال) می‌شود. شیطان ماده دارای ۴ پستان در کیسه خود است و به سه یا چهار بچه شیر می‌دهد. مادر در هنگام زایمان ایستاده قرار می‌گیرد. بیست و اندی جنین کوچک رحم را ترک می‌کنند و به سوی بالا حرکت می‌کنند تا به کیسه برسند. نخستین جنین‌هایی که به کیسه می‌رسند، نوک پستان‌ها را در دهان می‌گیرند و این گونه به سفتی به مادر خود می‌چسبند. این باعث می‌شود که از کیسه به بیرون پرت نشوند و این عامل مهمی در بقای آن هاست.
بچه‌شیطان‌ها اغلب در میانه آوریل به دنیا می‌آیند که این هنگام میانه پاییز در استرالیا است. به دنیا آمدن آن‌ها در این زمان این امکان را به مادر می‌دهد که در کیسه گرم خود بتواند فرزندان را از سرمای سخت زمستان محافظت کند. به تازگی اما بیماری تومور صورتی باعث جابجایی بزرگی در الگوی بچه‌آوری شیطان‌ها شده و ماده‌ها فرزندان خود را در هر زمانی از سال به صورت پراکنده و نامرتب به دنیا می‌آورند. در بسیاری موارد این بیماری باعث آن شده است که شیطان‌ها بچه‌هایشان را در زمانی زودتر از موعد به دنیا آورند و به جای آنکه چندین بار در زندگی بارور شوند، تنها ۱ بار اقدام به فرزندآوری کنند. احتمال می‌رود شیطان تاسمانی نخستین پستانداری باشد که بیماری واگیردار باعث ایجاد چنین مسئله‌ای در الگوی زایشی‌اش می‌شود.
طول عمر میانگین شیطان‌ها در حیات وحش ۶ سال است که این میزان در اسارت به ۸ سال می‌رسد.

## مرگ و میر

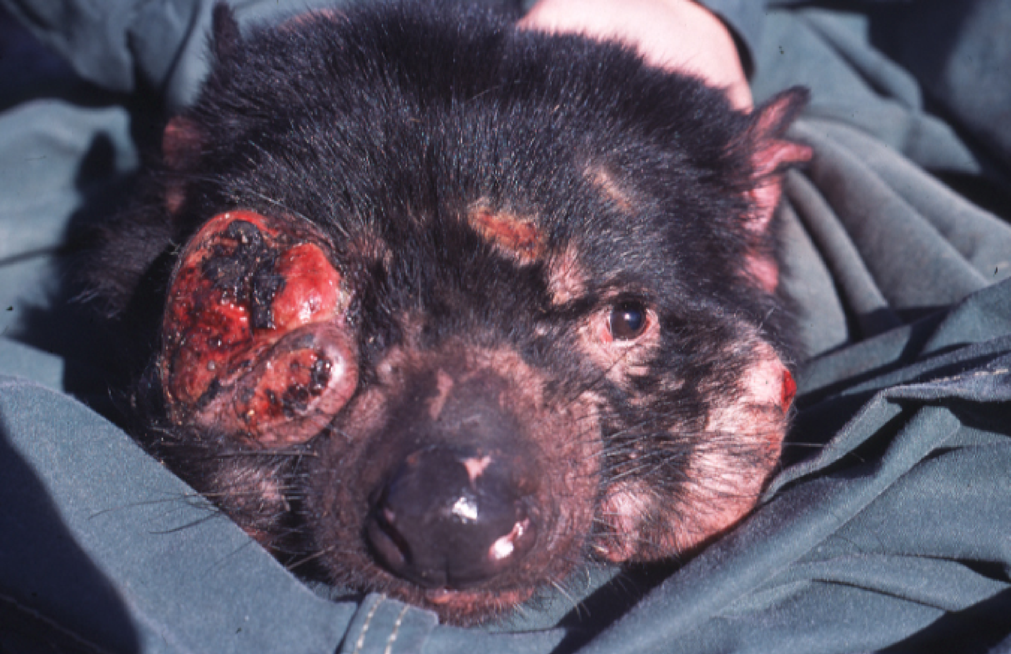
بیماری تومور صورت شیطان‌ها باعث ایجاد تومورهایی به دور صورت می‌شود که در نهایت اختلال در تغذیه جانور و مرگ او را در پی خواهند داشت.

### بیماری‌ها
همچنین نگاه کنید: تومور صورتی شیطان تاسمانی
از میانه دهه ۱۹۹۰ میلادی جمعیت شیطان‌های تاسمانی با کاهش شدیدی روبرو بوده که علت آن نوعی بیماری توموری واگیردار بر روی صورتشان است. منشأ این بیماری شناخته شده نیست اما گمان می‌رود که در نتیجه جهشی ژنتیکی در یک نمونه شیطان پدید آمده باشد. این سرطان مانند یک انگل رفتار می‌کند و از شیطانی به شیطان دیگر توسط گازگرفتن منتقل می‌شود. این تومور برای نخستین بار در سال ۱۹۹۶ دیده شد و از آن هنگام در میان این جانوران به سرعت در حال گسترش است. تخمین زده می‌شود که این بیماری باعث کاهش ۲۰ تا ۵۰ درصدی در جمعیت شیطان‌های تاسمانی شده باشد. حداقل نیمی از جمعیت‌های محلی شیطان‌ها مشکل ابتلا به این بیماری را دارند و تخمین زده می‌شود که جمعیت‌های مبتلا تلفاتی تا ۸۹ درصد جمعیت داشته باشند.
قربانیان این بیماری نخست نرها هستند و سپس ماده‌ها؛ اگرچه توله‌شیطان‌ها نیز می‌توانند آلوده شوند. هنگامی که بیماری پیشرفت کند، جانور دچار سرطان‌های متعددی در بدن می‌شود. شیطان‌های بیمار در چند ماه پس از آشکار شدن نخستین علایم می‌میرند.
این بیماری از جمله سرطان‌های منتقل‌شونده است که با گاز گرفتن صورت از یک شیطان به دیگری منتقل می‌شود. به منظور جلوگیری از آلوده شدن جمعیت‌های محلی، زیست‌شناسان به جداسازی شیطان‌ها از همدیگر و ایجاد جمعیت‌های در اسارت اقدام کرده‌اند.
تخمین زده می‌شود که بیش از نیمی از شیطان‌ها در ۱۰ سال گذشته به این دلیل نابود شده باشند و تنها ۲۰٬۰۰۰ تا ۵۰٬۰۰۰ شیطان بالغ زنده مانده باشند. بررسی‌ها نشان می‌دهند که در صورت پیدا نشدن درمانی برای این بیماری، انقراض شیطان‌ها حتمی باشد. تأثیرهای این بیماری از آن رو نمود بیشتری پیدا کرده‌اند که با معرفی روباه قرمز به تاسمانی هم‌زمان شده‌اند و دانشمندان پیش‌بینی می‌کنند که این دو با هم بتوانند شیطان تاسمانی را منقرض کنند.

### دشمنان طبیعی
در گذشته شیطان تاسمانی به همراه گرگ تاسمانی از گوشت‌خواران و شکارچیان اصلی استرالیا بودند. با آنکه گاه شیطان‌ها توله‌های گرگ‌ها را شکار می‌کردند و گاه برعکس، این دو در تعادلی جمعیتی در منطقه زندگی می‌کردند و به تغذیه از کیسه‌داران علف‌خوار می‌پرداختند. از دیگر شکارچیان رقیب شیطان که با آن در تعادل زیستی زندگی می‌کردند می‌توان به عقاب دم‌گُوه‌ای و کوئول دم‌خالدار اشاره کرد. با منقرض شدن نسل شیطان و گرگ تاسمانی در استرالیا، تا مدت‌ها هر دو جانور گوشتخواران اصلی تاسمانی به‌شمار می‌رفتند تا آنکه گرگ تاسمانی نیز منقرض شد و واپسین نمونه آن در ۱۹۳۶ در باغ‌وحش هوبارت درگذشت. با این امر شیطان در بالای هرم غذایی جای گرفت و بزرگ‌ترین شکارچی بومی تاسمانی شد.
دینگو در پی ورود انسان‌ها به استرالیا به منطقه معرفی شد. بررسی‌ها نشان می‌دهند که نخستین انسان‌ها ۴۵٬۰۰۰ سال پیش وارد استرالیا شدند، ولی معرفی این جانور در میان ۳۵۰۰ تا ۴۰۰۰ سال پیش انجام شده که در پس آن دو کیسه‌دار گوشتخوار اصلی از خاک استرالیا محو شدند. دینگوها با گرگ‌های تاسمانی و شیطان‌ها رقابت می‌کردند و وجود انسان‌ها نیز عاملی شد تا فشار بر بقای این جانوران زیاد شود. با این حال دینگوها وارد خاک تاسمانی نشدند و این جزیره واپسین پناهگاه هر دوی آن‌ها شد.
البته در مورد نقش دینگو در انقراض شیطان تاسمانی (و همین‌طور گرگ تاسمانی) در خاک اصلی استرالیا تردیدهایی وجود دارد. مهم‌ترین مسئله فاصله زمانی بسیار زیادی است که بین ورود دینگو و انقراض این دو حیوان وجود دارد. معمولاً گونه‌های غیربومی اگر قرار باشد حیوانی را منقرض کنند این کار در مدت زمان کوتاهی انجام می‌شد و نه با یک فاصله زمانی ۴۵ هزار ساله. از طرف دیگر دینگو تفاوت‌های اکولوژیکی زیادی از نظر نوع طعمه و شیوه‌های تغذیه و شکار با شیطان تاسمانی و گرگ تاسمانی داشتند که رقابت بین آن‌ها را محدود می‌کرد. نظریات جایگزین در مورد علت اصلی انقراض افزایش جمعیت انسان‌ها و گسترش سکونتگاه‌های انسانی و بهره‌برداری از منابع طبیعی، و گسترش یکجانشینی و کشاورزی و همچنین ابداع شیوه‌های مؤثرتر شکار توسط انسان‌ها بود که به تدریج باعث کاهش طعمه‌ها و محدود شدن زیستگاه‌های این دو جانور شد و در نهایت جمعیت آن‌ها را به سطحی رساند که قابلیت بقای خود را از دست دادند. در این نظریه دینگو نیز در انقراض شیطان و گرگ تاسمانی نقش داشته اما عامل اصلی انقراض نبوده است. دینگوها توانایی بالاتری برای زندگی در نزدیکی انسان‌ها داشتند و با تغییرات محیطی که توسط انسان‌ها ایجاد می‌شد انطباق‌پذیری بیشتری داشتند و این قدرت رقابت آن‌ها را افزایش می‌داد.
روباه‌های قرمز در سال ۱۹۹۹ یا ۲۰۰۰ میلادی به تاسمانی وارد شدند. روباه‌های قرمز به شکار بسیاری از کیسه‌داران کوچک تاسمانی می‌پردازند و تلفات بسیاری به محیط‌زیست تاسمانی وارد کرده‌اند. مشخص نیست که آیا این روباه‌ها توانایی غالب شدن بر زیست‌بوم را دارا هستند یا نه، اما اگر بتوانند پایدار بمانند بی‌گمان انقراض بسیاری از کیسه‌داران را در پی خواهند داشت چرا که توله‌های این جانوران، از جمله شیطان‌ها، طعمه روباه‌ها می‌شوند.

## وضعیت انقراض

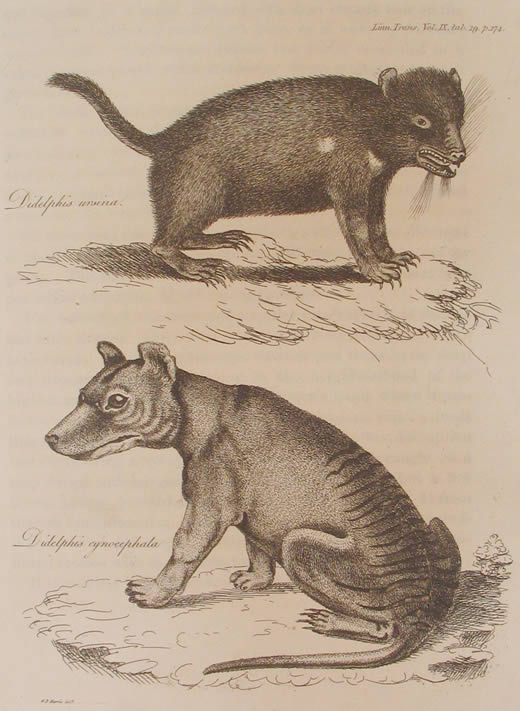
نگاره‌ای از شیطان تاسمانی (در بالا) و گرگ تاسمانی، کشیده شده در ۱۸۰۸ میلادی. هر دو این جانوران در خاک اصلی استرالیا منقرض شدند.

نسل شیطان تاسمانی در سرزمین اصلی خود، استرالیا، منقرض شده است. با آنکه استخوان‌های این جانور را می‌توان در غارهای پیش از تاریخ در این قاره یافت، ورود بومیان استرالیا به آن سرزمین و معرفی سگ وحشی دینگو به سرعت باعث نابودی نسل استرالیازی این جانور شد. اگرچه شیطان تاسمانی نسبت به گرگ تاسمانی مقاومت بیشتری از خود نشان داد، نزدیک‌ترین استخوان‌های به دست آمده به عصر حاضر از آن‌ها در استرالیا به ۵۲۸ سال پیش از این بازمی‌گردند. هر دو جانور قربانی حضور دینگو در جزیره اصلی شدند و شواهد نشان می‌دهند که انسان‌های بومی در انقراض شیطان‌ها در استرالیا نقش بنیادین نداشتند و این جانوران دست‌آموزشان بودند که با رقابت با گوشتخواران بزرگتر، باعث به‌درشدن آن‌ها از چرخه رقابت شدند. گمان می‌شود که تغییرات آب‌وهوایی نیز در منقرض شدن شیطان تاسمانی نقش داشته باشند. در پایان واپسین عصر یخبندان پستانداران بزرگتر آسیب بیشتری دیدند و ورود انسان پارینه‌سنگی به آن منطقه و عادت آن‌ها به آتش‌زدن گستره‌های وسیعی از دشت‌ها باعث ضربه جبران‌ناپذیر و در نهایت نابودی کامل دو پستاندار گوشتخوار ساکن استرالیا شد. در نهایت واپسین شیطان‌ها در ۴۳۰ سال پیش از استرالیا محو شدند.
امروزه جمعیت شیطان‌های تاسمانی با سرعت بسیار زیادی در حال کاهش است و بیماری تومورهای رشدکننده بر صورت در این جانوران زنگ خطر را برای انقراض سریع آن‌ها در میان دانشمندان و زیست‌شناسان به صدا درآورده است.
فعالیت‌های انسانی نیز در زیر خطر قرارگرفتن کیسه‌داران، و از جمله شیطان‌ها، نقش داشته‌اند. دگرگون کردن محیط‌زیست استرالیا و تاسمانی، معرفی گونه‌های مهاجم، تبدیل جنگل‌های محل زندگی شیطان‌ها به شهرها و کشتزارها، و فعالیت‌های کشاورزی و بهره‌گیری از آب باعث شده‌اند که تعادل حساس زندگی کیسه‌داران، اعم از گیاه‌خواران و گوشت‌خواران، به هم بخورد. با کم شدن طعمه‌های گیاه‌خوار شیطان، جمعیت این جانور نیز به طبع رو به کاهش می‌گذارد.
در پایان سده ۱۸۰۰ میلادی، کشاورزان و دامداران محلی تاسمانی تلاش کردند تا نسل این جانور را به دلیل آسیب‌هایش به دام‌ها نابود کنند. آن‌ها البته تا میزان فراوانی در این هدف موفق بودند تا آنکه در ۱۹۴۱ دولت استرالیا قانون حفاظت از این جانوران را تصویب کرد و آن‌ها را از خطر انقراض رهانید. از آن هنگام تاکنون جمعیت این گونه به آرامی در حال رشد بود تا آنکه بیماری توموری فراگیر شد. در پی خطراتی که این بیماری برای بقای نسل شیطان‌ها پدیدآورده است، دولت استرالیا شیطان تاسمانی را به عنوان گونه در معرض انقراض معرفی کرده است.
با آنکه دولت استرالیا وضعیت بقای شیطان تاسمانی را در مرحله‌ای وخیم طبقه‌بندی کرده است، بعضی دانشمندان این ارزیابی را به صورت «معمول در مناطق عاری از بیماری، معمول تا آسیب‌پذیر در دیگر مناطق» معرفی می‌کنند. اتحادیه بین‌المللی حفاظت از محیط زیست هم وضعیت بقای شیطان‌ها را در حالت در معرض خطر طبقه‌بندی کرده است.

### محافظت
تاسمانی از دیرباز بزرگ‌ترین جزیره «بی‌روباه» استرالیا بوده و از این رو پناهگاهی برای گونه‌هایی از کیسه‌داران که در سرزمین اصلی منقرض شدند. با این حال رشد روباه‌ها در تاسمانی حیات آن‌ها، و از جمله شیطان‌ها، را تهدید می‌کند. انقراض شیطان‌ها می‌تواند به رشد بیشتر روباه‌ها بینجامد و در نهایت زنجیره‌ای از انقراض دیگر کیسه‌داران را در تاسمانی آغاز کند. از این رو به منظور جلوگیری از تبعات زیست‌بومی این انقراض، برنامه‌هایی برای ریشه‌کن کردن جمعیت محلی روباه‌ها ریخته شده‌اند. همچنین جمعیت‌هایی از شیطان به صورت «ذخیره» و با توانایی نگهداری تنوع ژنتیکی تا ۵۰ سال، نگاه داشته شده‌اند تا در صورت شکست تلاش‌ها و منقرض شدن نسل شیطان‌ها در تاسمانی، بتوان آن‌ها را برای دیگر بار به حیات وحش معرفی کرد. پژوهشگران بر این باورند که نگهداری از یک جمعیت ژنتیکی ذخیره که به اندازه کافی متنوع باشد برای نجات این جانور از انقراض ضروری است. امروزه تنوع ژنتیکی در میان نمونه‌های این گونه به شدت پایین آمده و گرچه آغاز این روند از ۱۰۰ سال گذشته بوده، بیماری توموری کم شدن تنوع را شتابدار کرده است.

## ارتباط با انسان

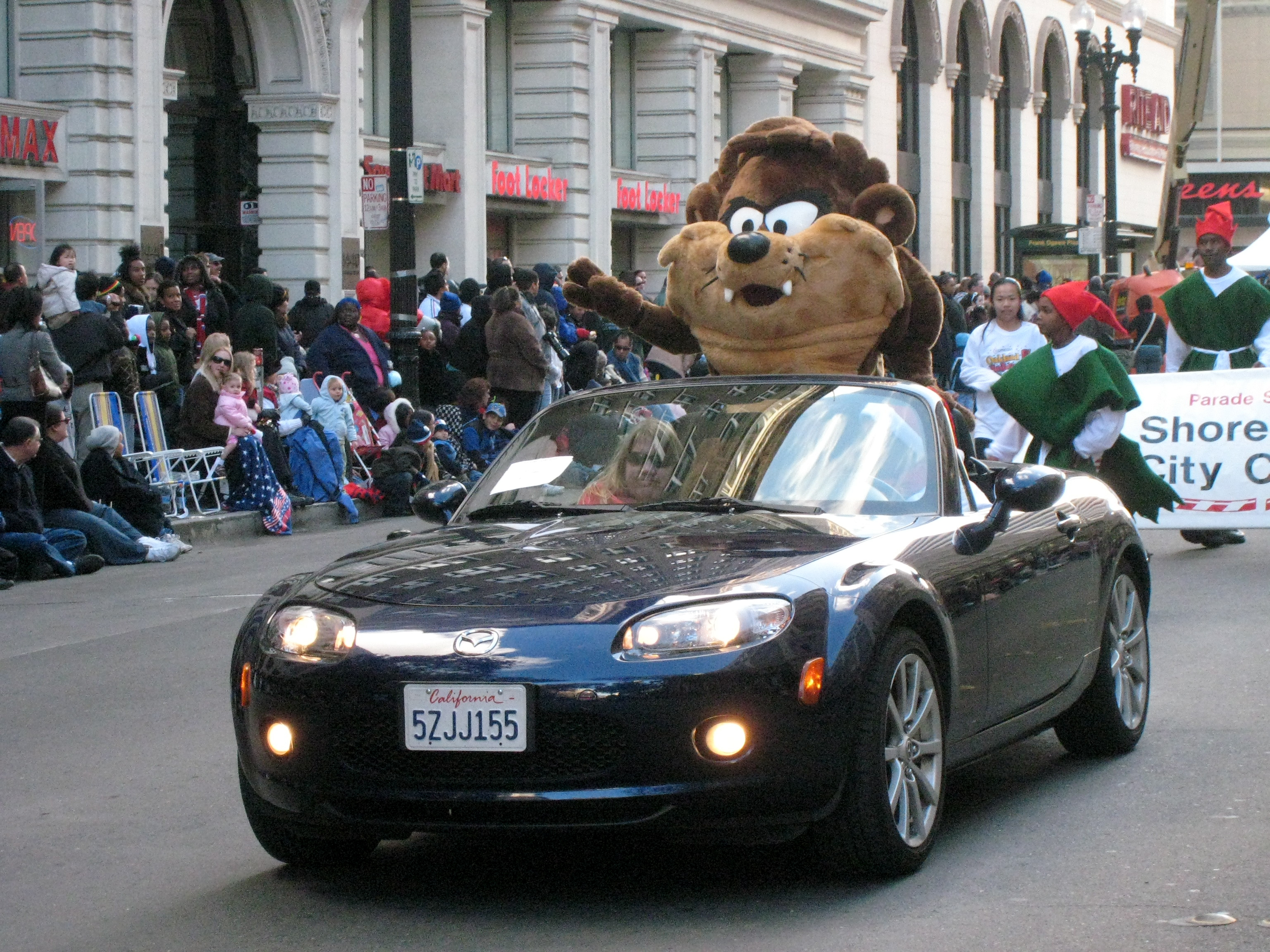
عروسک شیطان تاسمانی برادران وارنر در رژه‌ای در کالیفرنیا

نخستین برخوردهای انسان‌ها با شیطان تاسمانی بسیار پیشتر از کشف استرالیا توسط اروپاییان صورت گرفت. بومیان استرالیا نخستین گروهی بودند که با شیطان تاسمانی و گرگ تاسمانی روبرو شدند. نگاره‌های روی سنگ و صنایع دستی هنری ساخته شده توسط بومیان استرالیا نشان می‌دهند که شیطان‌ها به همراه گرگ تاسمانی و مرغ بومی تاسمانی شکار می‌شدند.
پس از کشف استرالیا توسط اروپاییان و مهاجرت آن‌ها به آن منطقه در سده ۱۸ میلادی، توجه مردم به این گوشتخوار پر سروصدا جلب شد. در آغاز، شیطان تاسمانی با نام‌های زیادی در میان دانشمندان و مردم استرالیا شناخته می‌شد؛ نام‌هایی که اغلب بار منفی دارند. این نام‌ها همه از این رو به این جانور اطلاق می‌شدند که تصور نادرست عامیانه، آن‌ها را جاندارانی خبیث می‌دانست. از جمله این باورها این بود که شیطان‌ها با پنهان شدن در بیشه‌های انبوه به انسان‌های زخمی و ناتوان حمله می‌کنند و آن‌ها را می‌خورند؛ اگرچه تاکنون هیچ نمونه‌ای از این حادثه گزارش نشده است.
با گسترش آگاهی نسبت به این جانور، به ویژه پس از در معرض خطر انقراض قرار گرفتن آن، شیطان به یکی از نمادهای مهم تاسمانی تبدیل شد. نظرسنجی‌ها نشان می‌دهند که بیشتر مردم جهان منطقهٔ تاسمانی را با شیطان می‌شناسند و این به خاطر سیاست‌های دولت استرالیا در دههٔ ۱۹۸۰ میلادی بود که تلاش کرد این جانور را به عنوان جاذبهٔ اصلی تاسمانی معرفی کند. همانند دولت چین که پانداهای خود را به دیگر کشورهای جهان «اهدا» می‌کند، دولت استرالیا نیز با اهدای تعدادی شیطان به باغ‌وحش‌های نامدار جهان نه تنها به بالا بردن آگاهی همگانی دربارهٔ این جانور و مکان زندگی آن کمک می‌رساند که از آن به عنوان فرصتی برای بالا بردن ذخیره ژنتیکی شیطان‌ها بهره می‌گیرد. امروزه بعضی غذاخوری‌های محلی و تورهای گردشگری امکاناتی را برای گردشگران به منظور دیدن شیطان‌ها در حیات وحش مهیا کرده‌اند. برای نمونه، رستورانی به نام جوف کینگ هر ساله هزاران گردشگر را به کرانه‌ای دورافتاده در شمال‌غربی تاسمانی می‌کشاند و با گذاشتن لاشه والابی در محیط و کشاندن شیطان‌ها به منطقه برای غذا خوردن، به گردشگران امکان دیدن آن‌ها از نزدیک را می‌دهد. شیطان در تاسمانی آن‌چنان محبوب و نامدار است که نشان رسمی سازمان خدمات پارک‌ها و حیات‌وحش تاسمانی به شکل سر این جانور است.
محبوبیت جهانی این جانور اما مدیون پخش پویانمایی از یک شخصیت کارتونی به نام شیطان تاسمانی یا به شکل کوتاه‌شده تاز بود. تاز یک شیطان تاسمانی پر سر و صدا و بسیار پر جنب و جوش بود که در دهه ۱۹۵۰ در کارتون‌های لونی تونز اثر شرکت برادران وارنر حضور داشت و بسیاری از کودکان را با این جانور آشنا کرد. با آنکه در هنگام ساخت اولیه این کارتون اطلاعات چندانی دربارهٔ رفتار شیطان تاسمانی در دست نبود، شباهت بسیاری میان تاز و شیطان‌های واقعی به تصویر کشیده شده بود. از آنجا که برادران وارنر امتیاز انحصاری بهره‌گیری از تصویر تاز را در اختیار داشت، دولت تاسمانی تا مدت‌ها با این شرکت برای بهره گرفتن از شمایل تاز برای منظورهای گردشگری گفتگو می‌کرد. در سال ۲۰۰۶ این شرکت به دولت تاسمانی اجازه داد تا از راه فروش عروسک‌های تاز به پژوهش‌ها در زمینه بهبود بیماری تومور صورتی شیطان کمک برساند.
شیطان‌ها را نمی‌توان به عنوان جانور خانگی نگاه داشت. خوی وحشی آن‌ها از این جانوران حیوان خانگی خوبی نمی‌سازد اما جانوران خطرناکی نیز نیستند. شیطان‌های نگهداری‌شده در تبعید با آنکه نسبت به انسان رفتار تهاجمی نشان نمی‌دهند، هیچ گونه علاقه و وابستگی‌ای نیز به انسان بروز نمی‌دهند. اگرچه شیطان‌های ماده اجازه نزدیک شدن انسان و حتی دست کشیدن به بدنشان بی‌آنکه گاز بگیرند را می‌دهند، شیطان‌های نر با این مسئله به سختی برخورد می‌کنند.